# Palanpur (stato)
Lo Stato di Palanpur fu uno stato principesco del subcontinente indiano, avente per capitale la città di Palanpur.

## Geografia
Lo stato comprendeva un'area geografica di 4574 km2 ed al 1901 aveva una popolazione di 222.627 abitanti. Il villaggio di Palanpur ospitava una popolazione di 17.800 abitanti. La rendita dello stato era di 50.000 sterline inglesi annue.
Lo stato di Palanpur era attraversato dalla linea ferroviaria principale della Rajputana-Malwa Railway, e conteneva il Cantone di Deesa, di esclusiva sovranità britannica. Grano, riso e canna da zucchero erano i principali prodotti coltivati ijn loco. Bagnato dalle acque del fiume Saraswati, lo stato aveva una folta vegetazione nelle foreste a nord (presso l'attuale Riserva naturale di Jessore) ma era più ondulata ed aperta a sud e ad est. Il territorio era generalmente collinare, trovandosi nei pressi dei Monti Aravalli.

## Storia
Secondo la tradizione, lo stato di Palanpur venne fondato nel 1370 e venne governato dalla tribù pashtun dei Lohani appartenenti alla dinastia dei Jhalori. Malik Khurram Khan, il fondatore della casata di Palanpur house, lasciò la nativa Bihar e si pose al servizio di Vishaldev di Mandore verso la fine del XIV secolo. Nominato governatore di Songad o Jhalor, prese il controllo del luogo nella confusione che fece seguito alla morte del regnante di Mandore; un antenato della famiglia si dice avesse sposato la sorellastra dell'imperatore moghul Akbar ed avesse ricevuto Palanpur e le terre circostanti come dote di nozze. Ad ogni modo, la famiglia seppe distinguersi dopo tumultuosi periodi nel XVIII secolo. Venne ben presto surclassata dai Maratha a cui dovettero sottomettersi e pertanto i Lohani si rivolsero alla Compagnia Britannica delle Indie Orientali e nel 1817 firmò con gli inglesi un'alleanza sussidiaria che portò poi alla formazione di un vero e proprio protettorato.
Lo stato di Palanpur venne ufficialmente dissolto solo nel 1949 quando entrò a far parte dell'India moderna.

## Governanti

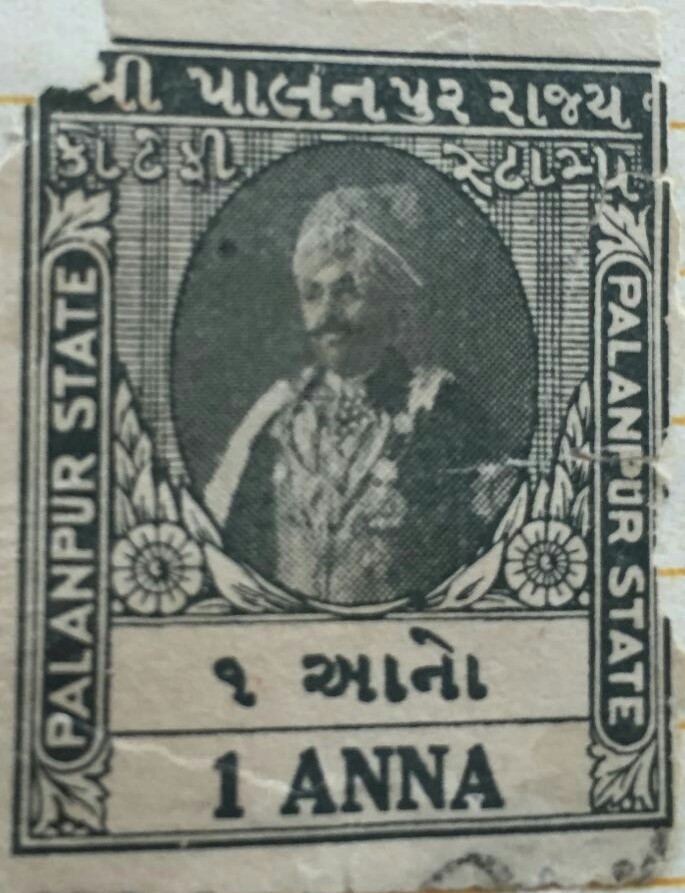
Francobollo dello stato di Palanpur

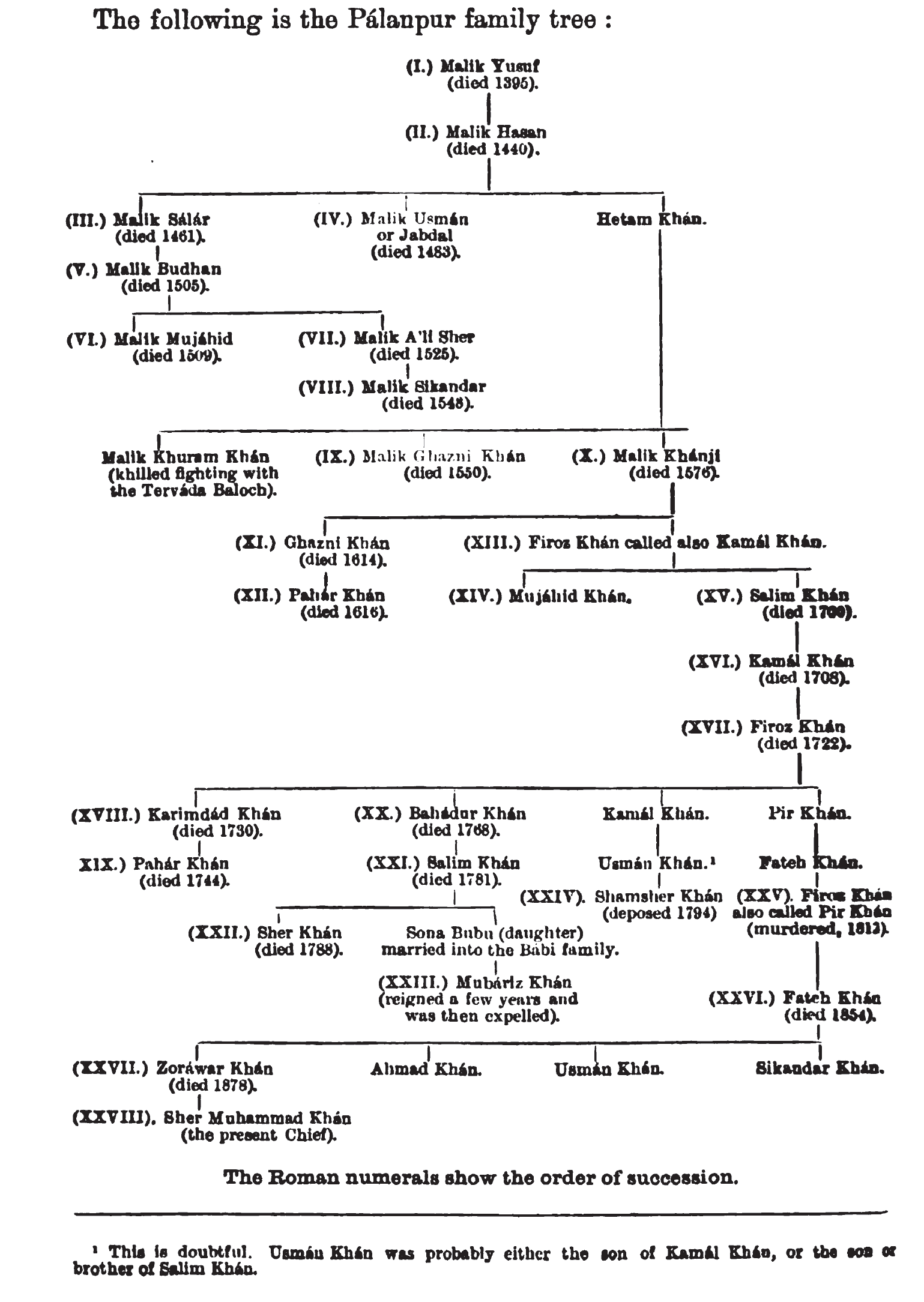
Albero genealogico dei regnanti dello stato di Palanpur

I regnanti dello stato di Palanpur appartenevano tutti alla tribù Lohani della dinastia Jalori.

### Diwan
...
- 1688 -        1704 Firuz Kamal Khan (2ª volta)
- 1704 -        1708 Kamal Khan                         (n. 16... - m. 1708)
- 1708 -        1719 Firuz Khan II                      (n. ... - m. 1719)
- 1719 -        1732 Karim Dad Khan                     (n. ... - m. 1732)
- 1732 -        1743 Pahar Khan II                      (n. ... - m. 1743)
- 1743 -        1768 Bahadur Khan                       (n. ... - m. 1768)
- 1768 -        1781 Salim Khan I                       (n. ... - m. 1781)
- 1781 -        1788 Shir Khan                          (n. ... - m. 1788)
- 1788 -        1793 Mubariz Khan II
- 1793 -        1794 Shamshir Khan
- 1794 -        1812 Firuz Khan III                     (n. 17... - m. 1812)
- 1812 -        1813 Fateh Mohammad Khan (1ª volta)     (n. 1799 - m. 1854)
- 1813 - 22 dicembre 1813 Shamshir Mohammad Khan             (n. ... - m. 1834) (quindi reggente per il suo successore dal 10 ottobre 1817)
- 22 dicembre 1813 – 11 luglio 1854 Fateh Mohammad Khan (2ª volta)     (s.a.)
- 11 luglio 1854 – 28 agosto 1878 Zorawar Khan                       (n. 1822 - m. 1878)
- 28 agosto 1878 -        1910 Zobdat al-Molk Shir Mohammad Khan  (n. 1852 - m. 1918)

### Nawab Sahibs
- 1910 - 28 settembre 1918 Zobdat al-Molk Shir Mohammad Khan  (s.a.)
- 28 settembre 1918 – 15 agosto 1947 Zobdat al-Molk Taley Mohammad Khan (n. 1883 - m. 1957)